# 翼城県
翼城県（よくじょう-けん）は中華人民共和国山西省臨汾市に位置する県。

## 地理
翼城県は黄土高原の臨汾盆地の東南部に位置し、東の山地を源流とする河川が合流し、汾河の支流・澮河となり西へと流れている。南には翔山（翔翰山）がそびえる。気候は大陸性気候であり、夏は暑く冬は非常に寒い。

## 歴史
夏殷代、臨汾盆地の南部の汾河の東一帯には唐国が存在していた。西周の初期、反乱を起こした唐国は滅ぼされ、成王の弟である唐叔虞がこの地に封じられた。その後、唐叔虞の子孫が唐を晋と改名し、やがて晋は強国となった。この地には晋の首都の翼があったとされる。しかし翼の宗家は桓叔の子孫である曲沃の分家に次第に圧倒され、晋の武公の代に滅ぼされ、翼は絳と改名された。
この「翼」は、『山西通志』や『翼城県志』などの文献によれば現在の翼城県城の東南、南梁鎮の故城村にあったと伝えられているが、故城村にある城壁跡は実際には隋代の翼城県の跡ではないかと考えられている。
前漢には絳県に、後漢には絳邑県に属した。前身は南北朝時代、北魏により設置された北絳県である。隋代になると598年（開皇18年）に翼城県と改称、翼城郡の郡治とされた。唐代が成立すると618年（武徳元年）に澮州、翌年には北澮州の州治めとされ、905年（天祐2年）には澮河にちなんで澮川県と改名されている。宋代になると翼城県と改称、金代になると翼州に昇格したが、元代により再び翼城県と改められ現在に至る。
翼城県内からは竜山文化・二里頭文化から春秋戦国時代に至るまでの多くの遺物が出土している。

## 行政区画
- 鎮:唐興鎮、南梁鎮、里寨鎮、隆化鎮、橋上鎮、西閻鎮、王荘鎮
- 郷:中衛郷、南唐郷